# Brad Raider
Brad Evan Raider es un actor estadounidense.

## Carrera
Brad es codirector artístico de "Red Dog Squadron", una compañía de teatro la cual cofundó en el 2002 con su amigo James Roday.
En el 2000 se unió al elenco de la serie The Trouble with Normal donde dio vida a Max Perch, hasta el final de la serie en el 2001.
En el 2011 apareció en la serie animada Transformers: Prime donde prestó su voz para el personaje de Vince, un matón arrogante durante el episodio "Speed Metal".
En el 2016 aparecerá en la película Kensho at the Bedfellow donde interpretará a Dan. En la película compartirá créditos con los actores Steven Klein y Kathryn Erbe

## Filmografía

### Series de televisión
| Año         | Serie                         | Personaje           | Notas                               |
| ----------- | ----------------------------- | ------------------- | ----------------------------------- |
| 2011        | Transformers: Prime           | Vince               | episodio "Speed Metal"              |
| 2010        | Celeste Bright                | Gordon Tate         | -                                   |
| 2010        | Psych                         | Ben Stephens        | episodio "Feet Don't Kill Me Now"   |
| 2010        | Better Off Ted                | Perry               | episodio "Beating a Dead Workforce" |
| 2009        | Flashforward                  | Agente              | episodio "Believe"                  |
| 2009        | Zeke and Luther               | Diamond Jim Dantley | episodio "Not My Sister's Keeper"   |
| 2008        | Jericho                       | Stayton             | episodio "Termination for Cause"    |
| 2007        | CSI: NY                       | Justin              | episodio "The Lying Game"           |
| 2006        | Modern Men                    | Miles               | episodio "The Homewrecker"          |
| 2005        | The Bad Girl's Guide          | Todd                | 2 episodios                         |
| 2004        | Rock Me, Baby                 | Mark Cox            | episodio "Kiss and Don't Tell"      |
| 2003        | Coupling                      | Chip                | episodio "Nipple Effect"            |
| 2003        | Miss Match                    | Michael             | episodio "Miss Communication"       |
| 2002        | That Was Then                 | Gregg Glass         | 2 episodios                         |
| 2001        | The Education of Max Bickford | Theo Williams       | 2 episodios                         |
| 2000 - 2001 | The Trouble with Normal       | Max Perch           | 13 episodios                        |
| 2000        | Spin City                     | Jove Hey            | episodio "Suffragette City"         |

### Películas
| Año  | Título                  | Personaje | Notas |
| ---- | ----------------------- | --------- | --- |
| 2016 | Kensho at the Bedfellow | Dan       | junto a Kaley Ronayne, Steven Klein, Grainger Hines, Kathryn Erbe, Sahr Ngaujah y Christina Brucato                         |
| 2005 | Greener Mountains       | Eric      | junto a Chris Heuisler, Kimberly McCullough, Kevin Durand, Nan Martin, M. Emmet Walsh, Michael Hitchcock y Curtis Armstrong |

### Productor, director y escritor
| Año  | Título                  | Notas                                                       |
| ---- | ----------------------- | ----------------------------------------------------------- |
| 2016 | Kensho at the Bedfellow | productor, escritor y director                              |
| 2009 | Zimm                    | productor asociado                                          |
| 2006 | Old Wives' Tail         | corto - director, escritor, productor y productor ejecutivo |
| 2016 | Kensho at the Bedfellow | productor                                                   |